# Gyönk
Gyönk [děnk] (německy Jenk, Jink, srbsky Ђенк, Đenk, vepsky D'jonk) je město v Maďarsku v župě Tolna, spadající pod okres Tamási. Nachází se asi 30 km severozápadně od Szekszárdu. V roce 2015 zde žilo 2 048 obyvatel. Podle údajů z roku 2011 zde byli 78,6 % Maďaři, 11,9 % Němci a 3,6 % Romové.
Blízko Gyönku protéká řeka Kapos. Nejbližšími městy jsou Simontornya a Tamási. Blízko jsou též obce Keszőhidegkút, Miszla, Regöly, Szakadát, Szárazd, Udvari a Varsád.